# João I de Balliol

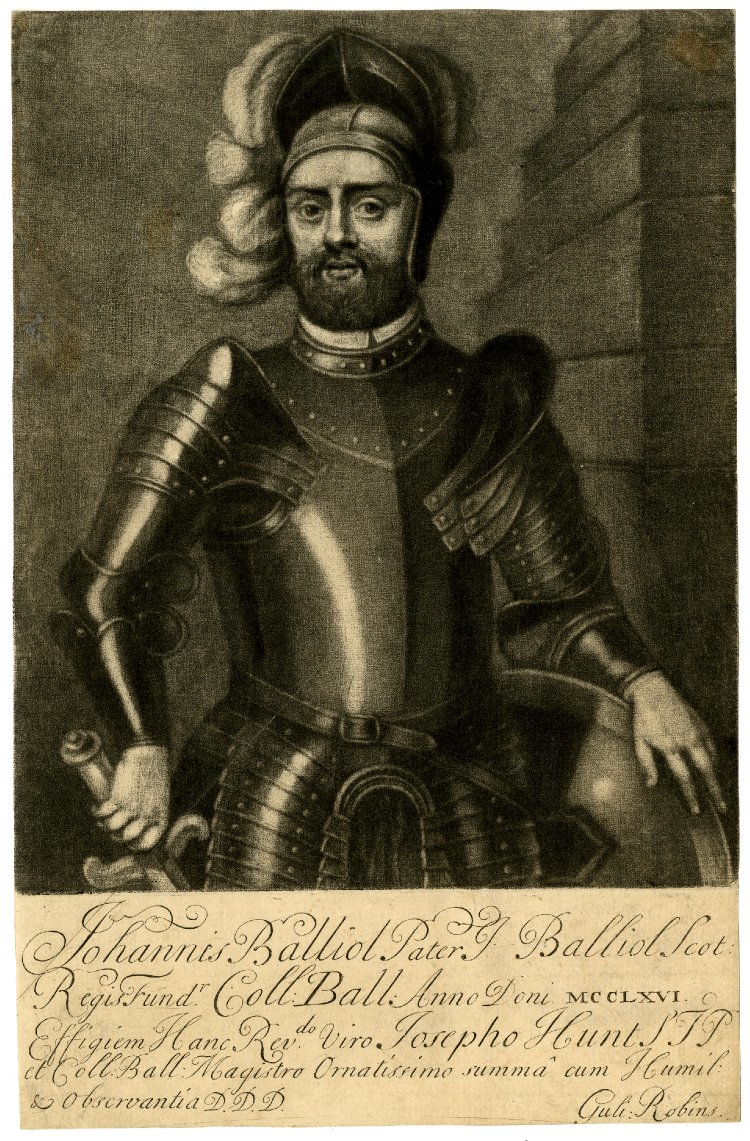
João I de Balliol,mezzotint, ca. 1731

João I de Balliol (antes de 1208 - 25 de outubro de 1268) era uma figura importante da vida Escocesa e anglo-normanda, pertencente à Casa de Balliol. O Balliol College, em Oxford, recebeu o nome dele. Foi casado com Dervorguila de Galloway, com quem teve muitos filhos, entre eles o rei João da Escócia.
Após uma disputa com o bispo de Durham, ele concordou em fornecer fundos para os estudantes de Oxford. A manutenção de uma casa de estudantes começou por volta de 1263; Doações posteriores a sua morte feitas por sua esposa Dervorguilla levaram ao estabelecimento do Balliol College.